# Vespolate
Vespolate est une commune italienne de la province de Novare, dans la région Piémont.

## Administration
| Période                                  | Période  | Identité              | Étiquette | Qualité |
| ---------------------------------------- | -------- | --------------------- | --------- | ------- |
| Depuis le 08/06/2009                     | En cours | Pierluigi Migliavacca |           |         |
| Les données manquantes sont à compléter. |          |                       |           |         |

### Communes limitrophes
Borgolavezzaro, Confienza, Granozzo con Monticello, Nibbiola, Robbio, Terdobbiate, Tornaco.